# 新無神論
新無神論（英語：New Atheism）一词是由记者加里·沃尔夫于2006年创造的，用以描述二十一世纪初的一群无神论作家所提出的思想。他们主张“針对有神論思想在政府、教育和政治等任何施加不适当影响的任何地方，它不应该是简单地被容忍，而应该受反驳、批评，并且暴露于合乎理性的争论之下。”有媒體將丹尼爾·丹尼特、理查德·道金斯、山姆·哈里斯及克里斯托弗·希欽斯被稱为“新無神論的四騎士”。
以前的作家中的许多人认为科学不关心甚至无法处理“神”的概念，理查德·道金斯则相反，声称“神靈存在的假说”是有效的科学假说，对物理的宇宙有影响，像其他任何科学假设一样都可以得到检验和证伪。他们在2004年至2007年间写下的一些畅销书为新无神论的后续讨论奠定了理论基础。
新无神论描述了这样一段时期，在这期间, 无神论、反宗教、人本主义和反无神论的谈话要点在媒体界非常显眼。新无神论者如理查德·道金斯（Richard Dawkins）之类的作家经常批评对儿童的宗教灌输，以及超自然信仰的永久意识形态而对社会造成的危害。 当时, 針对该运动的批评者使用贬义性术语 如“好战无神论”和“原教旨主义无神论” 以批評這些无神论者。

## 历史
2004年出版的《信仰的終結：宗教、恐怖行動及理性的未來》（The End of Faith），（作者：山姆·哈里斯），是美国的一本畅销书，也是一系列畅销书中的第一本。哈里斯写这本书最原始的动机来自911事件，他把这次事件直接归咎于宗教信仰带来的盲从，指向了伊斯蘭教，同时也直接批评基督教和猶太教。两年后，哈里斯写作了《給基督教國度的一封信》，这也是一个对基督教的严厉批评。
理查德·道金斯出版了他的电视纪录片《萬惡之根源？》，和書《上帝错觉》。《上帝错觉》一书位列纽约时报畅销书的51周排行榜, 书说提出上帝假说(The God Hypothesis)的概念。其上帝假说指出，我们居住的实在还包含了这样的超自然智慧神，神除了要设计创造宇宙外，仍然在用各种奇迹来干涉宇宙，这些奇迹临时性改变了他所指定的大自然定律。他声称“上帝假说”(The God Hypothesis)是有效的科学假说，对物理的宇宙有影响, 像其他任何科学假设一样都可以得到检验和证伪。他坚持认为，上帝的存在或不存在是关于宇宙的科学事实，如果在实践中还无法验证而发现，但原则上是可以发现的。他的论证了“几乎肯定没有上帝”，并讨论了宗教和道德的历史和影响。
其他里程碑意义的出版物包括《破除魔咒：作為一種自然現象的宗教》（作者：丹尼尔·C·丹尼特，2006）；《上帝：失败的假设 - 科学如何表明上帝是不存在的》（維克托·J·斯滕格爾，2007），《上帝沒什麼了不起：揭露宗教中的邪惡力量》（作者：克里斯多福·希鈞斯，2007年），《無神論宣言：一個反對基督教，猶太教，和伊斯蘭教的案例》（米歇爾·翁弗萊，2007年）；和《无神：一个福音派传道者如何成为美国的领先的无神论者》（作者：丹‧巴克，2008年)。
近年有关的研究和讨论，可见于书籍和其它文献中(New_Atheism#Major_publications)。

## 爭議
由於被懷疑帶有激進右派、新保守主義、仇視伊斯蘭教、反女權主義的思想，新無神論運動在2010年代後受到大量的抨擊，加上社會正義等訴求成為人們爭論的話題，至2010年代後期已經少有人會提及新無神論。有評論認為新無神論之所以沒落的原因在於傳統無神論的支持者多是政治左派，而新無神論者的思想家在思想上的右傾反而導致其喪失了吸引力。Myers在其"新无神论已死。 无神论万岁"一文中说，现在宁愿被简单的称为无神论者，是否存在超自然的神（或上帝）仍然是无神论和有神论讨论的关键点。
而根據Slate Star Codex在"新無神論：失敗的無上帝論"一文中引用的數據，在2010年後新無神論因反社會正義爭議而受到網路無神論社群的大量抨擊並導致其在網路上的討論量下滑，儘管這些年仍然有新無神論的相關討論，但是新無神論在網路社群的討論中基本上已經被左派无神论的社會正義相關之討論所取代。